# Lacio drom (buon viaggio)
Lacio drom (Buon viaggio) è il quinto album live della rockband italiana Litfiba, pubblicato dalla EMI italiana nell'autunno 1995 con, in allegato, una VHS contenente alcuni stralci del "dietro le quinte", con la partecipazione anche di Danilo Fatur, dello Spirito Tour dello stesso anno.

## Descrizione
Il disco è stato pubblicato nel 1995 nel corso del tour successivo all'album Spirito. L'album contiene Lacio drom (Buon viaggio), No frontiere, Spirito e Lo spettacolo, brani originariamente pubblicati su Spirito, qui presentati con un missaggio leggermente differente eseguito da Tom Lord-Alge presso l'Encore Studio di Los Angeles, e sette tracce suonate dal vivo durante il concerto di Modena e mixate da Fabrizio Simoncioni all'IRA SoundLab di Firenze. La canzone Africa è presente con testo ed arrangiamenti differenti rispetto alla versione presente in Colpo di coda. Nella canzone Il vento viene ricordata la Strage di piazza Fontana, e nel finale viene inoltre citato il ritornello di Eroi nel vento, brano degli anni '80 della band. Il titolo del disco è il corrispettivo in lingua rom di "Buon cammino", "Buon viaggio", da cui il sottotitolo del disco e dell'omonima canzone.
Nel 2011 i Litfiba hanno deciso di ristampare l'album all'interno del Box set Litfiba Rare & Live.

## Tracce
1. Lacio drom (Buon viaggio) (remix by Tom Lord-Alge) – 4:16
2. No frontiere (remix by Tom Lord-Alge) – 5:15
3. Spirito (remix by Tom Lord-Alge) – 4:46
4. Lo spettacolo (remix by Tom Lord-Alge) – 4:09
5. Lulù e Marlene (live) – 4:51
6. La preda (live) – 3:16
7. Il vento (live) – 5:05
8. Africa (live) – 5:36
9. Suona fratello (live) – 2:47
10. Onda araba (live) – 6:11
11. Santiago (live) – 5:15

## Formazione
- Piero Pelù - voce
- Ghigo Renzulli - chitarra
- Antonio Aiazzi - tastiere
- Daniele Bagni - basso
- Roberto Terzani - chitarra ritmica, cori
- Franco Caforio - batteria
- Candelo Cabezas - percussioni

## La videocassetta
In allegato al CD è stata distribuita anche una videocassetta, comprendente stralci del "dietro le quinte" dello Spirito Tour della durata di circa 1 ora.
Nel filmato compare anche Danilo Fatur ex componente dei CCCP Fedeli alla Linea.
Nel 2010 è stato ristampato in DVD all'interno di una pubblicazione editoriale curata da L'Espresso.

## Singoli
- Lo Spettacolo (Remix)
- Ora d'aria